# Sarah Ramos
Pour les articles homonymes, voir Ramos.
Sarah Ramos est une actrice américaine née le 21 mai 1991 à Los Angeles, Californie (États-Unis).
Elle connue pour avoir joué le rôle de Patty Pryor dans Mes plus belles années et Haddie Braverman dans Parenthood.

## Biographie
Sarah Ramos est née le 21 mai 1991 à Los Angeles, Californie (États-Unis).
Elle a des origines hispaniques.

## Carrière
Elle a développé très tôt ses talents d'actrice. À l'âge de 9 ans elle intègre le Center Stage LA. Elle a joué dans plusieurs pièces et comédies musicales à l'école. Elle fait ses premiers pas avec un petit rôle dans un film intitulé In Vein.
En 2002, elle obtient un rôle majeur dans la série de la NBC Mes plus belles années (American Dreams) où elle incarne Paty Pryor. Ce rôle lui a permis de gagner l'award de la meilleure actrice dans une série dramatique aux « Women's Image Network Awards » en 2003 et d'être nommée trois fois aux Young Artist Awards,,.
Elle apparait ensuite dans  Scrubs et Juste Cause.
En 2006, elle décroche le rôle majeur de Hannah Rader dans la série Runaway diffusée sur The CW mais celle-ci est annulée après une saison.
Elle fait à nouveau des apparitions dans d'autres séries à succès telles que  New York, police judiciaire, Les Sorciers de Waverly Place (série qui a propulsé Selena Gomez), FBI : Portés disparus, Lie to Me ou encore Ghost Whisperer.
En 2010, elle obtient un rôle Parenthood, diffusée sur NBC.
En 2011, elle a prêté sa voix pour un épisode de la série Les Griffin.

## Filmographie

### Cinéma

#### Longs métrages
- 2012 : Why Stop Now? de Ron Nyswaner et Phil Dorling : Chloe
- 2016 : Célibataire, mode d'emploi (How to Be Single) de Christian Ditter : Michelle
- 2016 : Slash de Clay Liford : Marin
- 2017 : The Boy Downstairs de Sophie Brooks : Meg
- 2017 : We Don't Belong Here de Peer Pedersen : Jill
- 2018 : Ask for Jane de Rachel Carey : Maggie
- 2022 : Babylon de Damien Chazelle : Harriet Rothschild

#### Courts métrages
- 2001 : In Vein de Tarik Polansky : Elizabeth à 6 ans
- 2007 : Walking Out on Love de Beau Yarrow : Jackie
- 2011 : Smorgasbord de Jennifer Glynn : Silvie
- 2015 : Minimum Wage de Joey Ally : Kit
- 2016 : Fluffy d'elle-même : Grace Banks
- 2019 : Milkshake de Brittany Snow : Stevie

### Télévision

#### Séries télévisées
- 2002 - 2005 : Mes plus belles années (American Dreams) : Patty Pryor
- 2005 : Scrubs : Lindsay
- 2006 : Close to Home : Juste Cause (Close to Home) : Kirsten Sullivan
- 2006 : Runaway : Hannah Rader
- 2007 : New York, police judiciaire (Law & Order) : Mary Reese
- 2008 : Les Sorciers de Waverly Place (The Wizards of Waverly Place) : Isabella
- 2008 : FBI : Portés disparus (Without a Trace) : Darby Wechsler
- 2009 : Lie to Me : Riley Berenson
- 2009 : Ghost Whisperer : Courtney Harris
- 2010 - 2015 : Parenthood : Haddie Braverman
- 2011 : Les Griffin (Family Guy) : Une adolescente (voix)
- 2012 : Robot Chicken : Sunni Gumi / Andrea (voix)
- 2013 : Private Practice : Holly
- 2016 : Drunk History : Maggie Fox
- 2016 / 2019 : The Affair : Audrey
- 2017 : The Long Road Home : Brie
- 2017 : City Girl : Casey Jones
- 2017 - 2018 : Midnight, Texas : Creek Lovell
- 2022 - 2023 : Winning Time: The Rise of the Lakers Dynasty : Cheryl Pistono
- 2023 - 2025 : The Bear : Jessica
- 2024 - : Chicago Med : Dr Caitlin Lennox
- 2025 : Chicago Police Department (Chicago P.D.) : Dr Caitlin Lennox
- 2025 : Chicago Fire : Dr Caitlin Lennox

#### Téléfilms
- 2022 : A Kismet Christmas de Mark Jean : Sarah
- 2023 : Noël à Notting Hill (Christmas in Notting Hill) d'Ali Liebert : Georgia Bright

### Réalisatrice
- 2012 : The Arm (court métrage)
- 2016 : Fluffy (court métrage)
- 2017 : City Girl (6 épisodes)
- 2020 : Marvel 616 (saison 1, épisode 6)

### Scénariste
- 2012 : The Arm (court métrage)
- 2016 : Fluffy (court métrage)
- 2017 : City Girl (6 épisodes)

## Distinctions
| Année | Prix                  | Catégorie                                                                        | Pour                   | Résultat   |
| ----- | --------------------- | -------------------------------------------------------------------------------- | ---------------------- | ---------- |
| 2003  | Women's Image Network | Meilleure actrice dans une série dramatique                                      | Mes plus belles années | Lauréat    |
| 2003  | Young Artist Award    | Meilleure distribution dans une série télévisée                                  | Mes plus belles années | Nomination |
| 2004  | Young Artist Award    | Meilleure performance dans une série télévisée - Actrice âgée de 10 ans ou moins | Mes plus belles années | Nomination |
| 2005  | Young Artist Award    | Meilleure performance dans une série télévisée - Second rôle féminin             | Mes plus belles années | Nomination |
| 2011  | ALMA Award            | Actrice favorite dans une série télévisée – Second rôle.                         | Parenthood             | Nomination |

## Voix françaises
- Adeline Chetail dans : 
  - Mes plus belles années (série télévisée)
  - Runaway (série télévisée)
  - Lie to Me (série télévisée)
  - Ghost Whisperer (série télévisée)
  - Parenthood (série télévisée)
  - Private Practice (série télévisée)
  - Midnight, Texas (série télévisée)